# スタンリー・グリーン (俳優)
スタンリー・N・グリーン（Stanley N. Greene、1911年4月17日 - 1981年7月4日）は、アメリカ合衆国の俳優、映画プロデューサー。ニューヨーク市に生まれ、ニューヨーク州ニューロシェルで没した。

## 人物
舞台俳優として経験を摘み、後には American Negro Theater で舞台の制作にもあたった。
映画俳優としては、1960年代はじめから脇役で『愛は心に深く』（For Love of Ivy, 1968年）、『真夜中の青春』（1970年）などに出演し、『ウィズ』（1978年）では、叔父ヘンリー役を演じた。
テレビ・ドラマなどにも出演したが、それにとどまらず芸能関係の労働組合の組合活動家として、特にマイノリティの地位向上に尽力した。そうした活動の一環として、しばしばCBSなど大手のテレビ・ネットワークを批判し、十分な扱いでマイノリティを画面に登場させることを求めた。